# Etroga efetovi
Etroga efetovi är en tvåvingeart som beskrevs av Richter 1994. Etroga efetovi ingår i släktet Etroga och familjen parasitflugor.
Artens utbredningsområde är Turkmenistan. Inga underarter finns listade i Catalogue of Life.